# Nerima Daikon Brothers – A Nerimai Retkes Bratyók
Fergeteges humor, minden szinten pusztító társadalmi és politikai bírálat, fülbemászó dallamok, és még több humor. A rendező, Vatanabe Sinicsi – aki többek között olyan alkotásokkal büszkélkedhet, mint az Excel Saga, a Gravitation, vagy a Puni Puni Poemi – új, az animék színterén fehér hollónak számító stíluskeveréket próbál ki a nézőkön: a musicalt ötvözi a komédiával. A Japánban 2006 januárjától sugárzott sorozat az A+ csatorna jóvoltából 2007. márciusban hozzánk is eljutott.
Amit még fontos megemlíteni: az anime jó pár szexuális, homoszexuális, és fajtalankodó utalást tartalmaz (persze szintén csak a kifigurázás kedvéért), melyek miatt hivatalos (nemzetközi) besorolása is a 18 éven felüli korosztálynak ajánlja megtekintését.

## Történet
Ez a kedves kis történet egy tokióbeli kis településen játszódik, amit Nerimának hívnak. Itt egy farmon él Hideki, Ichiro, és Mako, akik együtt, plusz egy pandával (Pandaikon) együtt alkotják a Nerima Daikon Brothers, vagyis a Nerimai Retkes Bratyók együttest. Ezen a kis farmon zenélgetnek, és retket esznek egész nap, és nagy álmuk, hogy felépítsék azt az egyedülálló, hatalmas koncert-kolosszust, ahol kedvükre játszhatnak a hatalmas rajongótábor előtt. Ám sajnos a pénz valahogy sehogy sem akar összegyűlni, és a céljuk elérése érdekében bármit megtesznek. Ráadásul egy idegdegenerált rendőrnő (Yukika), és a környék gengszterei is állandóan keresztbe tesznek nekik, vagy a területükért, vagy pedig mert a pénzt nem a leglegálisabb módszerrel akarják összespórolni.
A 3 főhős egyéniségben nem szenvednek hiányt: itt van rögtön a 25 éves Hideki, akinek a Nerimai telke és a blues a mindene. Nagy álma még, hogy összeházasodhasson unokatesójával, Makóval (ennek érdekében még a törvényt is módosítja). A banda másik férfi karaktere, Ichiro. Ő a helyi Club Echo da Ekoda bárban dolgozik, ahol remek borokat és ételeket kínál a nála 40-50 évvel idősebb hölgyeknek. Különleges képessége, hogy a beléje fülig szerelmes hölgyeket mesterien utasítja el. Nem egy izgalmas csávó. A harmadik karakter Mako, a banda egyetlen hölgy tagja, Hideki 19 éves kuzinja. Különlegesen jól tudja elverni Hideki elcsórt pénzét a saját "stílusára".

## Szereplők
- Hideki (ヒデキ?)
- Icsiró (イチロー; Hepburn: Ichirō?)
- Mako (マコ?)
- Pandaikon (パンダイコン?)

## Médiamegjelenések

### Manga
A mangaváltozatot először a Jive kiadó tette közzé a havi Comic Rush-ban, havonta 2005 decemberétől 2006 májusáig. A mangasorozat írója az Aniplex és a Studio Hibari, rajzolója pedig Kondó Takamicu.

### Anime
A Nerima Daikon Brothers epizódjainak listája:
| #   | Japán cím | Angol cím                                | Első japán sugárzás |
| --- | --- | ---------------------------------------- | ------------------- |
| 1.  | Ore no Nerima Daikon vo Oszavari Kudaszai (俺の練馬大根をおさわりください; Hepburn: Ore no Nerima Daikon wo Osawari Kudasai) | Please Touch My Nerima Daikon            | 2006. január 9.     |
| 2.  | Ore no Otama de Szaronhejo (俺のお玉でサランヘヨ; Hepburn: Ore no Otama de Saronheyo)                                        | Sa Rang Hey Yo with My Balls             | 2006. január 16.    |
| 3.  | Ore no Ocsúsa Osiri ni Crus (俺のお注射お尻にクラッシュ; Hepburn: Ore no Ochuusha Oshiri ni Crush)                           | My Shot Will Crash Into Your Backside    | 2006. január 23.    |
| 4.  | Ore no Karakuri Dekai Deso (俺のカラクリ刑事（デカ）いでしょ; Hepburn: Ore no Karakuri Dekai Desho)                          | My Gadget (Detective) Is Huge, Huh?      | 2006. január 30.    |
| 5.  | Ore no vo Korogaze No. 1 (俺のを転がせNo.1; Hepburn: Ore no wo Korogaze No. 1)                                               | Roll Mine, No. 1                         | 2006. február 6.    |
| 6.  | Ore no Uraura Uranai (俺のウラウラうらない; Hepburn: Ore no Uraura Uranai)                                                   | My Backroom Fortune-Telling              | 2006. február 13.   |
| 7.  | Ore de Kanadete! Uttaete! (俺ので奏でて! 訴えて!; Hepburn: Ore de Kanadete! Uttaete!)                                        | Play With Mine! Sue Me!                  | 2006. február 20.   |
| 8.  | Ore no Gekijasyu Rocket Hassa Szunzen! (俺の激安ロケット発射寸前!; Hepburn: Ore no Gekiyasu Rocket Hassha Sunzen!)           | My Dirt-Cheap Rocket Is About to Launch! | 2006. február 27.   |
| 9.  | Ore no vo Nabenabe Ottatero! (俺のをなべなべおっ立てろ!; Hepburn: Ore no wo Nabenabe Ottatero!)                              | Cook-Up an Erection in Mine!             | 2006. március 6.    |
| 10. | Ore no Baddo vo Szuriszurirá♪ (俺のバッドをスリスリらー♪; Hepburn: Ore no Baddo wo Surisuriraa♪)                             | Give My "Bad" a Thrilla-Thriller! ♪      | 2006. március 13.   |
| 11. | Ore no Dome de Szannin Play!? (俺のドームで3人プレイ!?; Hepburn: Ore no Dome de Sannin Play!?)                               | A Threesome in My Dome?!                 | 2006. március 20.   |
| 12. | Ore no Finish! Miteokunnama! (俺のフィニッシュ! 見ておくんなま!; Hepburn: Ore no Finish! Miteokunnama!)                      | My Finish! Take a Look at This!          | 2006. március 27.   |